# Omphisa
Omphisa és un gènere d'arnes de la família Crambidae descrit per Frederic Moore el 1886.

## Taxonomia
- Omphisa anastomosalis (Guenée, 1854)
- Omphisa caustalis Hampson, 1913
- Omphisa fuscidentalis (Hampson, 1896)
- Omphisa illisalis (Walker, 1859)
- Omphisa leucostolalis Hampson, 1918
- Omphisa repetitalis Snellen, 1890
- Omphisa robusta Janse, 1928
- Omphisa vaovao Viette, 1973
- Omphisa variegata Kenrick, 1912

## Espècies antigues
- Omphisa ingens Hampson, 1899